# 特藝七彩

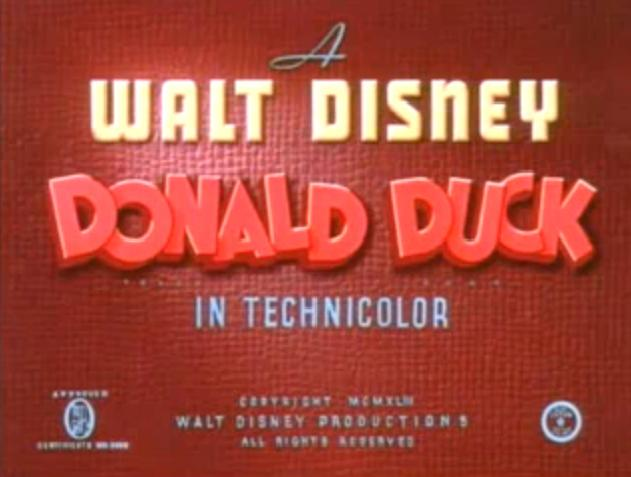
應用特藝七彩的電影 (1942年)

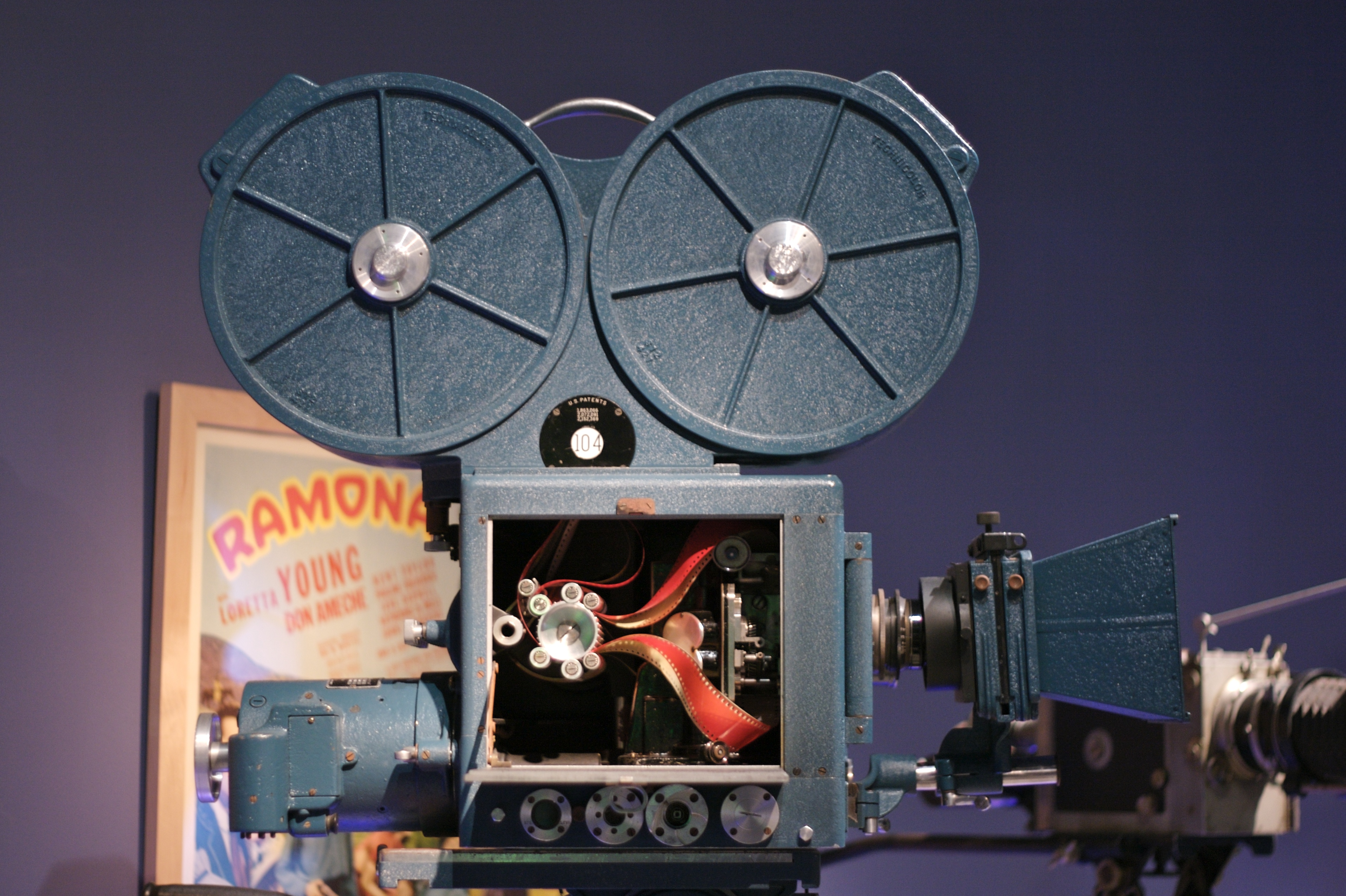
1930年代的三色特藝七彩攝影機

特藝七彩（英語：Technicolor），又稱特藝彩色，是一種採用於拍攝彩色電影的技術，約在1920年代發明，最初應用在美國荷里活的電影制作。特藝七彩技術主要利用彩色濾鏡、分光鏡、三稜鏡，以及三卷黑白底片，同時紀錄三原色光，菲林再進行沖印、染色及黏合過程後，就可以利用普通電影放映機播放彩色電影。早期的特藝七彩由於技術所限，只能紀錄紅綠兩色，並需要以特製器材播放，在當時的商業電影市場中競爭力不強。特藝七彩以呈現超現實色彩及有著飽和的色彩層次而聞名，初時多用在拍攝對於色彩要求較高的舞蹈音樂及卡通類型影片。很多著名電影使用特藝七彩拍攝，例如：《亂世佳人》、《綠野仙蹤》及《白雪公主》等。